# Baureihe ET 91
Baureihe ET 91 – niemiecki elektryczny wagon widokowy, wyprodukowany w 1935 roku dla kolei niemieckich. Wyprodukowano dwa wagony turystyczne. Wagony zostały zaprezentowane podczas uroczystości z okazji 100-lecia kolei niemieckich. Wagony widokowe kursowały na górskich liniach kolejowych w południowej Bawarii oraz Szwajcarii. Jeden wagon widokowy zachowano jako eksponat zabytkowy.